# Kodai Tsukakoshi

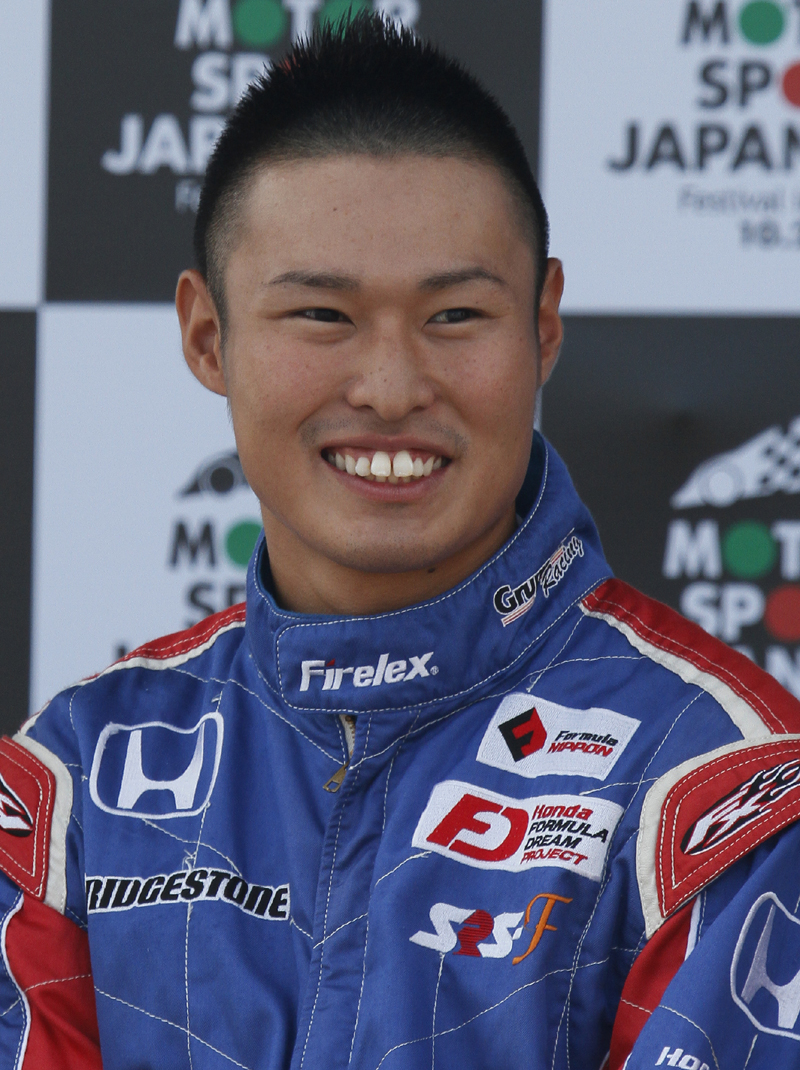
Kodai Tsukakoshi

Kodai Tsukakoshi (Japans: 塚越広大, Tsukakoshi Kōdai) (Nikko, 20 november 1986) is een Japans autocoureur.

## Carrière

### Formule 3
Nadat hij in 2004 actief was in de Formule Dream, ging hij in 2005 over naar het All-Japan Formule 3-kampioenschap. Hij reed voor het team M Tec en eindigde in zijn eerste seizoen op de veertiende plaats. In het seizoen 2006 verhuisde hij naar Honda Team Mugen. Hij behaalde de vijfde plaats in het eindklassement en won de race in Suzuka . In 2007 eindigde hij opnieuw op de vijfde plaats. Hij won tweemaal voor Honda Team Real, in Okayama en in Suzuka. Hij behaalde de tweede plaats in de prestigieuze Grand Prix van Macau voor Manor Motorsport. De race werd gewonnen door Oliver Jarvis.  In het seizoen 2008 reed Tsukakoshi  voor Manor Motorsport in de Formule 3 Euroseries. Hij eindigde zevende in het eindklassement. Zijn beste resultaat was viermaal een tweede plaats.